# Lauritzen Bay
Die Lauritzen Bay ist eine 20 km breite und vereiste Bucht an der Oates-Küste des Australischen Antarktis-Territoriums. Sie liegt zwischen dem Kap Jewgenow und dem Gebirgskamm Coombes Ridge. Die Zunge des Matussewitsch-Gletschers ragt entlang des Coombes Ridge in die Bucht und begrenzt sie so nach Westen.
Erste Luftaufnahmen entstanden bei der US-amerikanischen Operation Highjump (1946–1947). Der australische Polarforscher Phillip Law skizzierte und fotografierte die Bucht am 20. Februar 1959 von Bord des Forschungsschiffs Magga Dan bei einer Fahrt im Rahmen der Australian National Antarctic Research Expeditions (ANARE). Das Antarctic Names Committee of Australia (ANCA) benannte sie nach dem dänischen Schiffseigner Knud Lauritzen (1904–1978), Besitzer der Magga Dan und weiterer Schiffe, die ab 1954 für die ANARE im Einsatz waren.